# Bảo tàng đường sắt Kościerzyna
Bảo tàng đường sắt Kościerzyna (Skansen Parowozownia Kościerzyna) là một bảo tàng đường sắt Ba Lan nằm ở Kościerzyna, Pomeranian Voivodeship. Bảo tàng nằm ở vị trí của một kho đầu máy hiện không còn tồn tại gần ga xe lửa Kościerzyna.
Triển lãm bao gồm chủ yếu là đầu máy hơi nước, nhưng một số đầu máy diesel và điện, cũng như nhiều đơn vị điện và nhiều tàu điện động lực chạy bằng diesel cũng được trưng bà cho khách tham quan. Bên cạnh những chiếc xe bánh lăn được trưng bày ngoài trời, bên trong nhà kho, du khách cũng có thể thấy một số triển lãm máy móc và thiết bị kết nối với lịch sử đường sắt Ba Lan.

## Lịch sử
Năm gần đúng của việc mở kho đầu máy ở Kościerzyna là năm 1885, khi tuyến đường sắt bắt qua thị trấn này. Depot đã được xây dựng lại nhiều lần trước khi nó chắc chắn đóng cửa vào ngày 1 tháng 4 năm 1991. Bảo tàng đã được khai trương vào ngày 1 tháng 11 năm 1992, như là một quyết định của Công ty sửa chữa cổ phiếu cán bộ trong giám đốc của Gdynia.

## Thông tin du khách
Skansen Parowozownia Kościerzyna nằm gần ga xe lửa, ở phía đối diện của đường ray. Có thể bước vào trong hầu hết các đầu máy hơi nước, nhưng nhiều phương tiện khác đã đóng cửa và chỉ có thể được nhìn từ bên ngoài.

## Rriển lãm
Bảo tàng sở hữu nhiều điều thú vị và quan trọng đối với các phương tiện lịch sử đường sắt Ba Lan, bao gồm:

### Đầu máy hơi nước

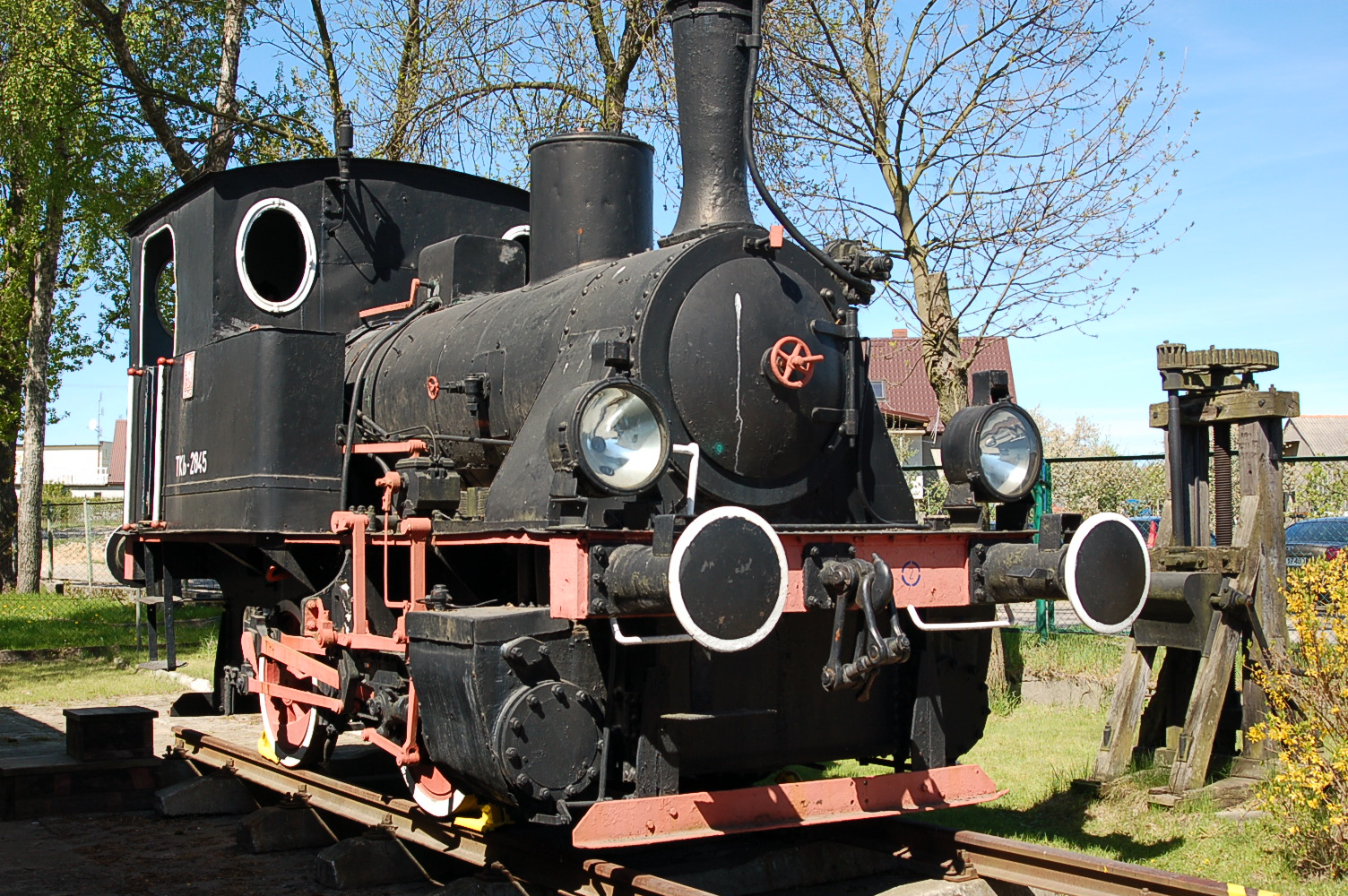
TKb -2845

- TKb - đầu máy xe tăng nhỏ 0-4-0T của Đức sản xuất (xây dựng năm 1925).
- TE 7175 - Đầu máy sản xuất năm 1943 của Đức phục vụ cho đến năm 1985 tại Kaliningrad Oblast.
- TKh100 -45 - Đầu máy xe tăng sản xuất 1938 của Đức.
- TKh 3140 - 0-6-0T Động cơ xe tăng chở hàng được sản xuất tại Fablok, Chrzanów.
- Động cơ shunting TKp100 -04 - 0-8-0T của thiết kế Đức từ năm 1927.
- TKt48 - 2-8-2T vận chuyển hàng hóa và động cơ xe khách địa phương được sản xuất tại Fablok, Chrzanów.
- Tw1 -90 - 0-10-0 Đầu máy vận chuyển hàng hóa hạng nặng (sản xuất của Đức) từ năm 1918.
- Ty2 - Đức 1943 sản xuất đầu máy vận chuyển hàng hóa 2-10-0.
- Ty42 - Phiên bản Ba Lan của đầu máy vận chuyển hàng hóa Ty2 2-10-0.
- Ty45-139 - Đầu máy xe lửa chở hàng nặng sau chiến tranh 2-10-0 của Ba Lan.
- Pt47 - Ba Lan 2-8-2 thời hậu chiến đầu máy hành khách.
- Ok1 -112 - Đầu máy xe khách 4-6-0 của Đức từ năm 1915

### Đầu máy diesel và điện
- LS40 -5438 - Đầu tàu rẽ nhánh nhỏ chạy bằng Diesel.
- SP30 -006 - Phiên bản hành khách của đầu tàu SM30.
- SM41 -43 - Đầu máy xe lửa Hungary được sản xuất tại Ganz Mavag.
- SP45 -139 - Đầu máy diesel chở hành khách Ba Lan.
- SP47 -001 - Một nguyên mẫu của đầu máy diesel chở khách Ba Lan.
- ET21 -367 - Đầu máy xe lửa chở hàng Ba Lan.
- SM03 -136 - Đầu tàu rẽ nhánh nhỏ chạy bằng Diesel.

### Nhiều động cơ diesel và điện
- SR61 - Sửa đổi từ SN61 DMU.

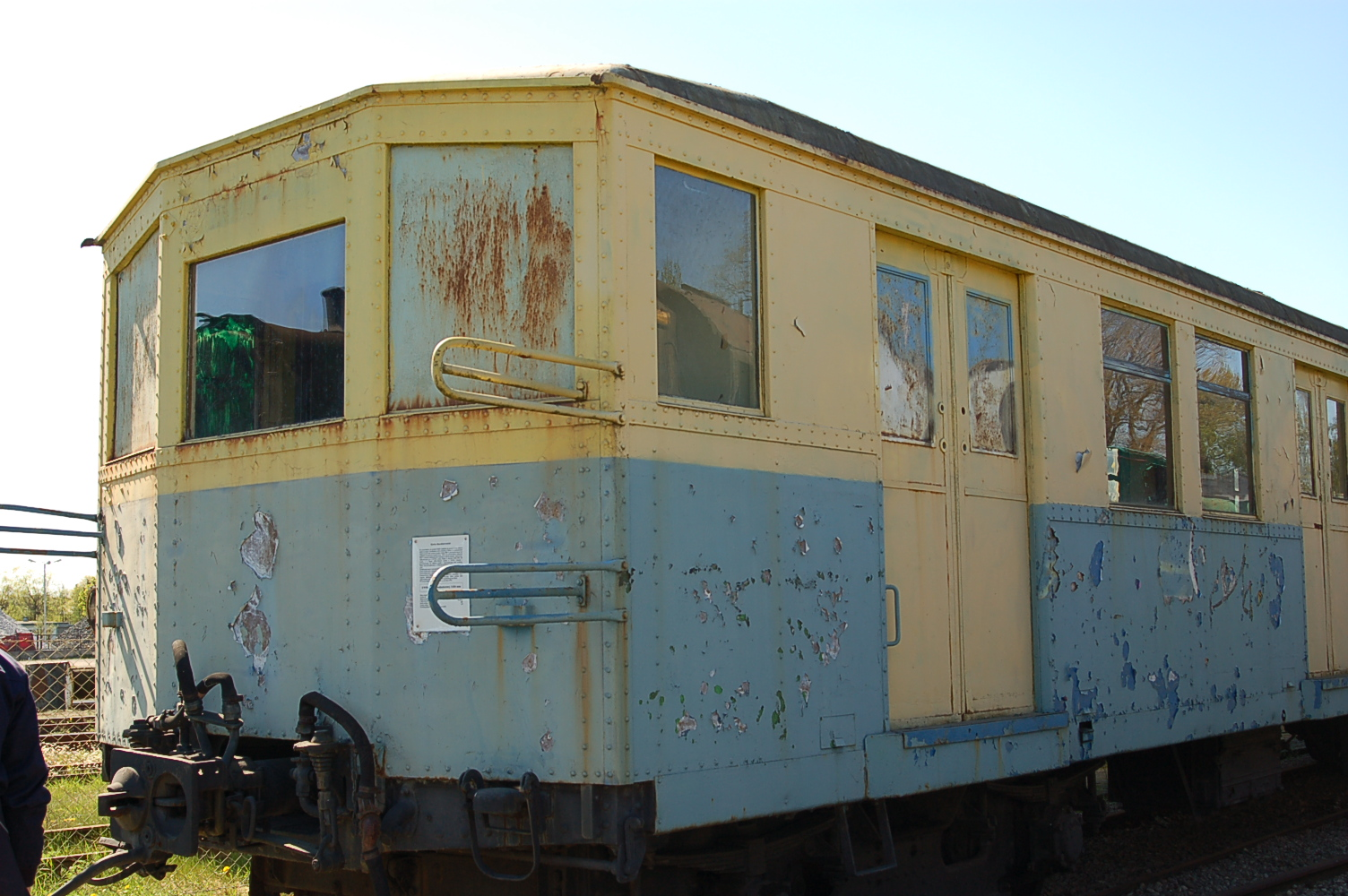
EW90 EMU trong bảo tàng

- EW90 -12 - EMU của Đức xây dựng trước chiến tranh.

### Triển lãm khác

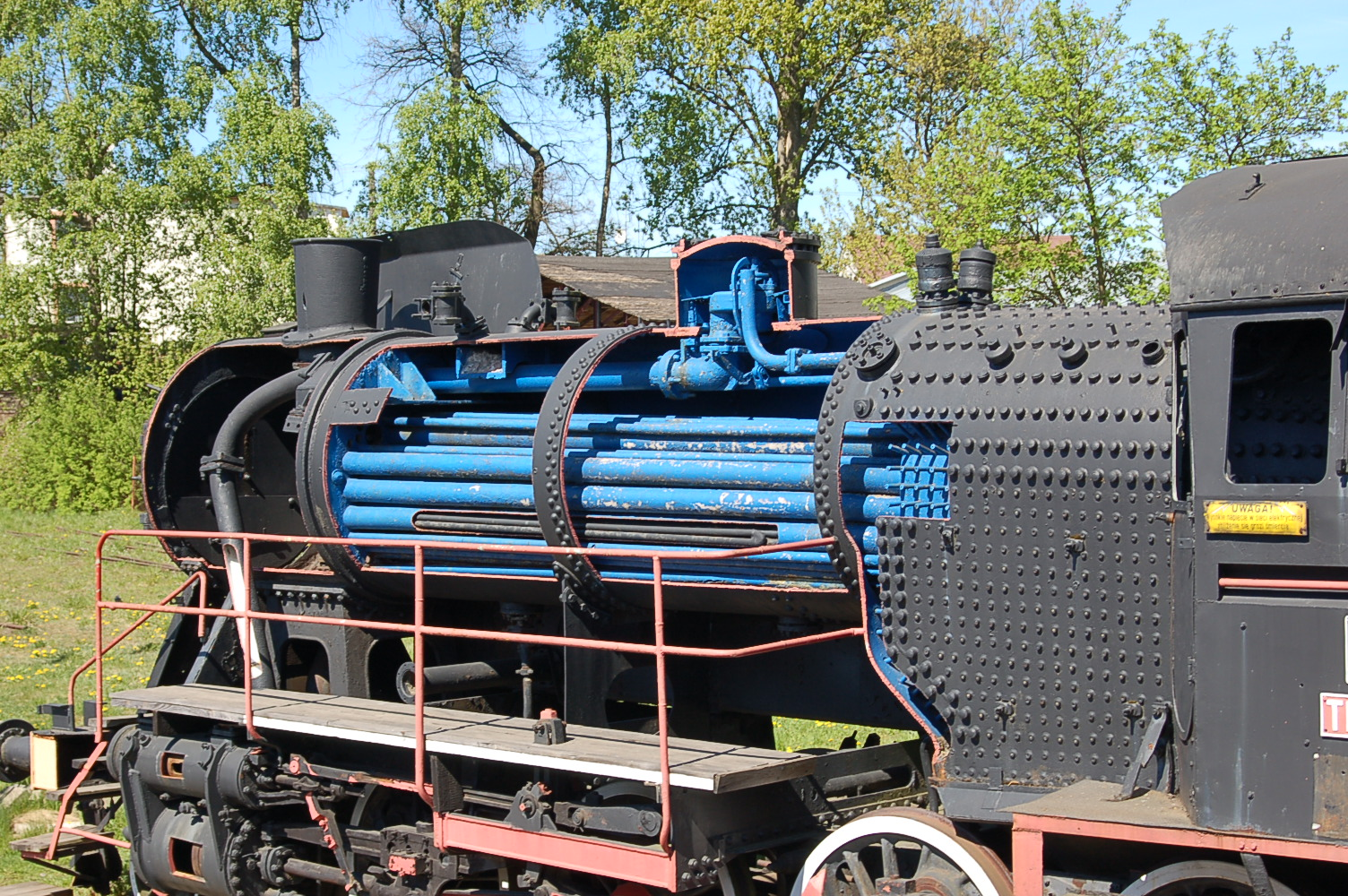
Đầu máy TKt48

Bảo tàng trưng bày một số toa hành khách, toa xe hàng, xe tăng và tàu chở dầu cũng như xe kỹ thuật. Bảo tàng đã quyết định chuẩn bị một đầu máy để làm nơi giáo dục đặc biệt cho du khách thấy cách thức hoạt động của động cơ hơi nước. Vì mục đích này, đầu máy TKt48 -179 đã bị cắt để hiển thị phần bên trong các thiết bị của động cơ.